# Заврше-при-Добєм
Заврше-при-Добєм (словен. Završe pri Dobjem) — поселення в общині Добє, Савинський регіон, Словенія. Висота над рівнем моря: 588,2 м.